# スベンスマルク効果
| 宇宙線と地球の気候変動との間に関連はあるのか。あるとすればどのくらいか。 |

スベンスマルク効果（スベンスマルクこうか）とは、宇宙空間から飛来する銀河宇宙線が地球の雲の形成を誘起しているという仮説である。2019年に神戸大学が銀河宇宙線による地球の気候への影響の証拠を発見した。今までは、気候変動への影響についても仮説に留まっており、主要な科学的報告において採用されておらず、影響があったとしても、その影響量は最大でも観測されている気温上昇量の数パーセント程度だとする考証もある。このように、否定する論説が複数あったが、証拠の発見により、銀河宇宙線の雲の気候への影響を見直すきっかけとなる可能性がある。

## 理論と検証
太陽磁場は宇宙線が直接地球に降り注ぐ量を減らす役割を果たしている。そのため、太陽活動が活発になると太陽磁場も増加し、地球に降り注ぐ宇宙線の量が減少する。スベンスマルクらは1997年、宇宙線の減少によって地球の雲の量が減少し、アルベド（反射率）が減少した分だけ気候が暖かくなった可能性を提唱した。
1998年にジュネーヴのCERN素粒子物理学研究所のジャスパー・カービーにより大気化学における宇宙線の役割を調査するためにCLOUDと呼ばれる実験が提案され、本格的なデータが得られるのは2010年くらいとされていた。また、小規模なSKYと呼ばれる実験がヘンリク・スベンスマルクにより行われた。2005年の実験では、空気中において宇宙線によって放出された電子が雲の核形成の触媒として作用することが明らかとなった。このような実験により、スベンスマルクらは宇宙線が雲の形成に影響を与えるかもしれないとの仮説を提案した。しかし2011年、CERNのCLOUD実験でも、実際に雲を形成できるような大きさの水滴の生成は確認できていない。提唱者らによる2012年時点の論文でも、仮説に留まっている。また、宇宙線による大気の電離が雲凝結核の生成を促進するモデル以外に雲の上下限に電荷が溜まり雲形成を促進するグローバルサーキットモデルが考えられている。
その後2021年のCERNのレポートでは、イオンの影響は世界が工業化する以前は生物由来の雲凝結核に太陽活動が高い感度で影響していた事を示唆しているとするとした、一方で現代においては感度が非常に低く影響はほとんどない事を示唆している。一方で宇宙線と気候の関係は不明なことが多く実験検証することがまだ多くあるとしている。
なお、ウィルソンの霧箱は数百%の過飽和状態であるが、現実大気の過飽和は数%であり、霧箱のような事は起こらないとしている。
現代の気候での実験では、銀河宇宙線量、雲量とも変化が微小なため、スベンスマルク効果の明確な証拠を得ることは難しく効果を証明できなかった。しかし、地磁気逆転期は銀河宇宙線が大幅に増加し、雲量の増加も大きく、日傘効果も強くなるため気候への影響はより高感度で検出できると予想し研究を進めた。その結果、78万年前の地磁気逆転途中に、雲の日傘効果で冬の季節風が強まった証拠を発見し、銀河宇宙線による地球の気候への影響の証拠を発見した。

## 温暖化への影響
スベンスマルクらの提唱する機構が、実際に気候に影響しているという確証は見つかっていない。また、複数の科学的報告は、宇宙線が実際の雲量や近年の地球温暖化に大きく影響を与えているとの説を否定している。
気候変動に関する政府間パネル (IPCC) は、現在観測されている温暖化は、確率90%以上で人為的な要因が主因であると評価されているが、スベンスマルクらの説についての検証もおこなった、しかし2001年の第三次評価報告書（ワーキンググループ1、第6章）および2007年の第4次評価報告書（ワーキンググループ1、第2章）でその影響は不明確であると指摘され、採用されていない。また、AR5以降CERNのCLOUDの実験結果を導入し、報告書AR6において銀河宇宙線の気候への影響について分析結果として、下層雲のCCN濃度が太陽活動極大期と太陽活動極小期で0.2～0.3％異なるなど宇宙線が雲凝結核の形成に影響を与える。しかし、それらの結果からしても宇宙線が1750-2019 年間の雲の形成に与えた影響は弱く、宇宙線が有効放射強制力に与える影響は無視できるほど弱いため気候に与える影響はないとしている。
2008年4月、ヨーン・エギル・クリスチャンセン (諾: Jón Egill Kristjánsson) らは雲量の観測結果に宇宙線との関連性が見られないとの調査結果を発表し、「これが重要だという証拠は何もない」と指摘している。2009年、カロゴビッチ (Calogovic) らはフォーブッシュ減少と呼ばれる宇宙線の変化現象に対する雲量の応答を調べた結果「どのような緯度・高度においても、対応する雲量の変化は見られない」と報告している。2009年、ピアス (Pierce) らは宇宙線による影響量は観測されている温暖化を引き起こすには2桁足りないと指摘している。
オタワ大学のヤン・バイツアーが、5億年以上前から生息しているブラキオポッドの化石中の酸素16と酸素18の存在比を分析（海洋酸素同位体ステージ参照）したところ、1億4千万年周期で平均気温が最大3.5℃低下する寒冷化が起きている事が判明した。
2011年、複数の検証結果に基づいたレビューにより、実際の雲量への宇宙線の影響は確認できず、地球規模での気候への影響はあっても無視できる程度であると評価されている。また、スローン (Sloan) らは2011年、実際の気候との関係は何も確認できないと指摘した上で、仮に関係があったとしても1900年以降に観測されている気温上昇の8%未満の影響しかないと見積もっている。
2019年、神戸大学内海域環境教育研究センターの兵頭政幸らの研究グループが、銀河宇宙線が増加した78万年前の地磁気逆転の途中に、雲の日傘効果で冬の季節風が強まった証拠を世界で初めて発見した。これは、銀河宇宙線が地球の気候変動に影響する証明するものとだとしている。証拠を探すため中国黄土高原の中央部の2ヶ所のレス層の砂塵の粒度と堆積速度の変化を調べた結果、2ヶ所両方から地磁気逆転途中に“冬の季節風の強化”が起きた痕跡を発見した。この風の強化期間は、地磁気逆転に伴い地磁気強度が1/4以下に減少し、銀河宇宙線が50%以上増加した期間と一致する。また、大阪湾1700mから採取した堆積物コアに含まれる花粉の化石から当時の気温と夏の雨量を再現、その結果、78万年前に地球磁場が逆転した時期に、約5000年間にわたって、約2～3℃気温が低下し寒冷化していたことが分かった。地球磁場が逆転した同時期に、寒冷化の痕跡と冬の季節風の強化の痕跡が見つかったことで、これら気候変化の原因がスベンスマルク効果により増加した下層雲による雲の日傘効果であることがほぼ確実となった。銀河宇宙線が増えれば下層雲が増える、逆に銀河宇宙線が減れば下層雲も減るので逆日傘効果で温暖化が起こる可能性がある。したがって、現在の地球温暖化や中世の温暖期などを理解する上でも銀河宇宙線がもたらす雲の日傘効果は重要であるとした。
CERNは2021年のレポートでCLOUDの実験において、イオンの影響は世界が工業化する以前は生物由来の雲凝結核に太陽活動が高い感度で影響していた事を示唆しているが、現在の地球の雲凝結核においては太陽周期変動に対しての感度は非常に低いことを示しているとした。IPCCはAR5以降CERNのCLOUDの実験結果を導入しその結果を踏まえ報告書AR6において宇宙線が雲凝結核に与える影響および有効放射強制力に与える影響は無視できるほど弱いため気候に与える影響はないとした。そのAR6結果に対しCERNは、銀河宇宙線が雲や気候へ与える影響についての疑問に最終結論が出たわけではないとしている。CLOUDが示したのは地球大気中の雲凝結核のイオン誘発核形成率に鈍感であるということ。雲凝結核に鈍感であり、全球雲凝結核は太陽周期の電離変動の影響をほとんど受けないというのは一つの実験結果であるが、CLOUDでは宇宙線イオンが雲の微物理に直接及ぼす影響、つまり地球規模の電気回路に関連する「雲近傍のイオンエアロゾル効果」についてほとんど調査していなかったり、極域や上層の自由対流圏のような気候に敏感な地域においてヨウ素のような新しい科学系イオンの影響についての研究をしていないなど、宇宙線と気候の関係についてまだ研究すべき疑問が多く残っているとしている。
2021年CERNではCLOUDの実験で、海洋地域での主なエアロゾルはヨウ素酸粒子が気候の放射強制力において中心的な役割をしている事を発見した。ヨウ素酸粒子の形成速度は極めて早く、同様の酸濃度をもつ硫酸アンモニア粒子よりも速い。また、銀河宇宙線のイオンがヨウ素酸粒子の形成速度を可能な限り加速させることも分かった。ヨウ素酸粒子の主な発生源は海洋表面、海氷、露出した海藻である。硫酸とアンモニアの濃度が極めて低い海ではヨウ素が主なエアロゾルとなる。高緯度ではヨウ素の排出量が過去70年で3倍に増加している。高緯度でのエアロゾルの増加は問題だとされる、雲は極域では温室効果をもたらし、その温暖化により海氷を減少させ海氷が薄くなるにつれてヨウ素を増加させ続ける可能性があるとしている。

## 文献
- 和田雅美、須田友重「宇宙線と気象」『日本物理学会誌』 1966年 21巻 8号 p.563-574
- 小玉正弘「宇宙線雪量計」『雪氷』第39巻第4号、日本雪氷学会、1977年、207-211頁、doi:10.5331/seppyo.39.4_207、ISSN 0373-1006、NAID 130000906955。
- 宮原ひろ子「過去1200年間における太陽活動および宇宙線変動と気候変動との関わり」『地學雜誌』第119巻第3号、東京地学協会、2010年6月、510-518頁、doi:10.5026/jgeography.119.510、ISSN 0022135X、NAID 10030369529。
- 片岡龍峰「宇宙線と雲形成 : フォーブッシュ現象で雲は減るか?」『地學雜誌』第119巻第3号、東京地学協会、2010年6月、519-526頁、doi:10.5026/jgeography.119.519、ISSN 0022135X、NAID 10030369550。
- 北場育子「地磁気の減少による寒冷化 (PDF) 」『Isotope news』 711 (2013): 14-19.